# Luka Špik
Luka Špik (* 9. února 1979 Kranj, Slovinsko/Jugoslávie) je slovinský veslař. Spolu s Iztokem Čopem získal v roce 2000 na olympijských hrách v Sydney zlato, v roce 2004 na hrách v Athénách stříbro (opět s Čopem) a v roce 2012 na hrách v Londýně bronz na dvojskifu. Startoval celkem na pěti olympijských hrách.
V roce 2015 oznámil ukončení sportovní kariéry. Špikův dlouholetý trenér a mentor byl Miloš Janša.